# Dobrowolski Peak
Der Dobrowolski Peak (polnisch Szczyt Dobrowolskiego) ist ein Berg auf King George Island im Archipel der Südlichen Shetlandinseln. Er ragt in den Arctowski Mountains auf.
Polnische Wissenschaftler benannten ihn 1981 nach dem polnischen Geophysiker und Meteorologen Antoni Bolesław Dobrowolski (1872–1954), Teilnehmer an der Belgica-Expedition (1897–1899) des belgischen Polarforschers Adrien de Gerlache de Gomery und späterer Leiter des polnischen meteorologischen Instituts, heute Instytut Meteorologii i Gospodarki Wodnej.